# Großer Preis von Rom 1965

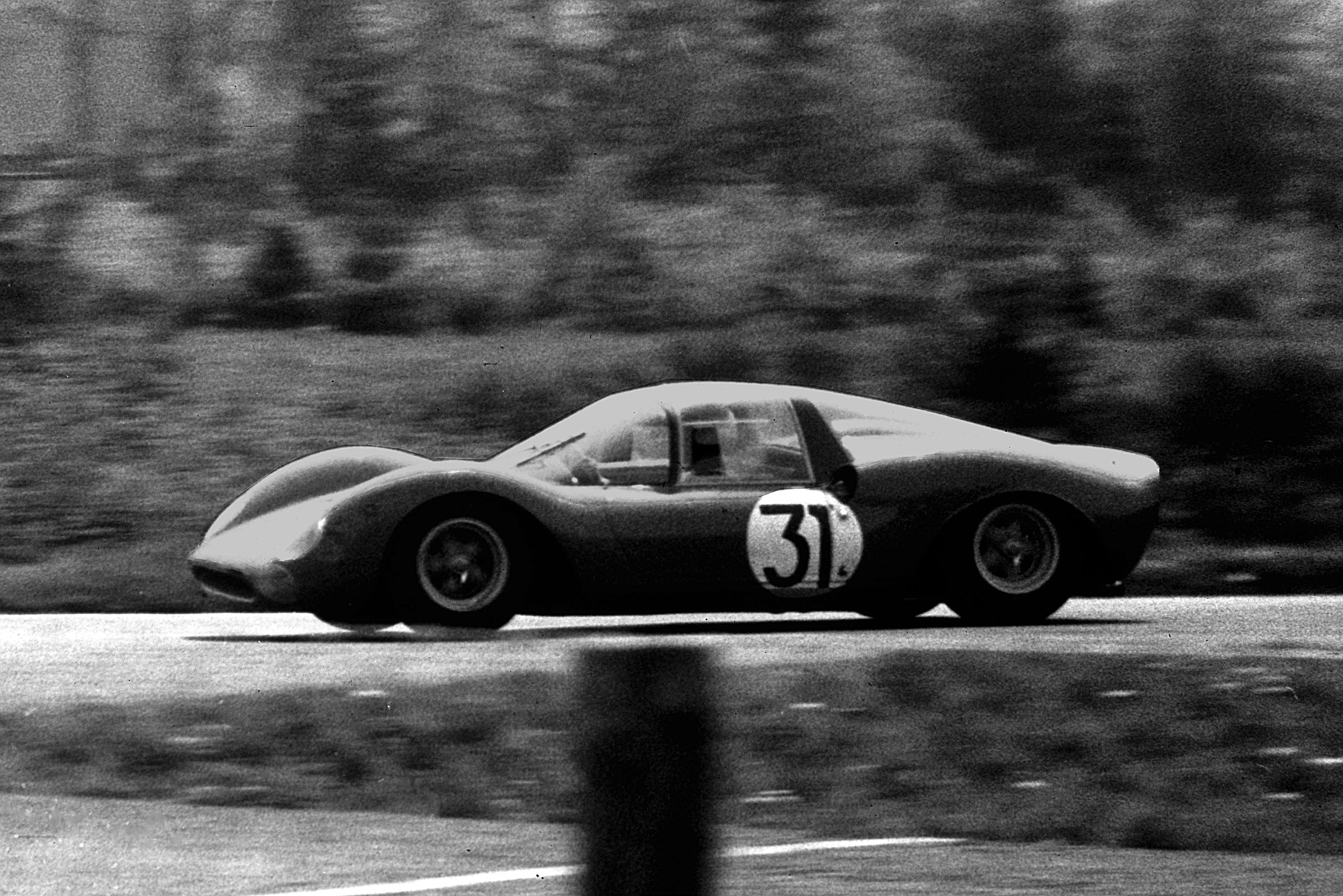
Lorenzo Bandini mit einem Ferrari Dino 166P beim 1000-km-Rennen am Nürburgring 1965; In Vallelunga gewann Bandini mit diesem Ferrari-Modell das Rennen

Der Große Preis von Rom 1965, auch GP Roma, Vallelunga, fand am 16. Mai 1965 auf dem Autodromo Vallelunga statt. Das Rennen zählte zu keiner Rennserie.

## Das Rennen
Der Große Preis von Rom hatte eine lange Tradition und wurde mit Unterbrechungen von 1925 bis 1991 in unterschiedlichen Rennklassen ausgefahren. Ab 1963 fanden die Rennen auf der Rennstrecke von Vallelunga statt. Das erste Rennen das als Großer Preis von Rom veranstaltet wurde, war 1925 ein Formula-Libre-Rennen auf dem Monte Mario in der Nähe von Rom, das mit dem Sieg von Carlo Masetti auf einem Bugatti zu Ende ging. Das letzte Mal wurde der Große Preis 1991 nach der Rennformel 3000 gefahren; Alessandro Zanardi gewann auf einem Reynard.
In der Historie von Ferrari hat die Rennveranstaltung eine besondere Bedeutung. 1947 siegte Franco Cortese und fuhr dabei einen Ferrari 125 Spyder. Es war der erste Rennsieg für den damals noch jungen Sportwagenhersteller.
1965 gab es zwei Veranstaltungen die als Große Preise von Rom bezeichnet wurden. Ein Formel-2-Rennen das Richard Attwood in einem Lola T60 vor seinem Teamkollegen Anthony Maggs und Jochen Rindt (Brabham BT16) gewann. Und ein Sportwagenrennen, das mit dem Gesamtsieg von Lorenzo Bandini im Ferrari Dino 166P endete.

## Ergebnisse

### Schlussklassement
| 1           | S 1.6 | 72 | SEFAC                  | Lorenzo Bandini       | Ferrari Dino 166P | 35 |
| 2           | S 1.1 |    |                        | Massimo Natili        | Osca              | 35 |
| 3           | S 1.1 |    |                        | Robertino             | De Sanctis        | 34 |
| 4           | S 1.1 |    | Societa Leonardi Sesto | Sesto Leonardi        | Osca S1000        | 34 |
| 5           | S 2.0 |    |                        | Maurizio Grana        | Porsche 904 GTS   | 33 |
| 6           | S 2.0 |    |                        | Franco Bernabei       | De Tomaso         | 32 |
| 7           | S 2.0 |    |                        | Carlo Armiraglio      | Maserati          | 32 |
| 8           | S 1.1 |    |                        | Pier-Luigi Muccini    | Osca S1000        | 32 |
| 9           | S 2.0 |    |                        | Secondo Ridolfi       | Abarth-Simca      | 31 |
| 10          | S 2.0 |    |                        | Turillo Barbuscia     | Maserati Tipo 60  | 30 |
| 11          | S 2.0 |    |                        | Filiberg              | De Tomaso         | 30 |
| 12          | S 1.6 |    | Leandro Terra          | Carlo-Alberto Del Bue | Osca S1600        | 30 |
| 13          | S 1.1 |    |                        | Roberto Benelli       | Bandini           | 30 |
| 14          | S 1.1 |    |                        | Majo                  | De Sanctis        | 28 |
| 15          | S 1.1 |    |                        | Remigio Cianfriglia   | Abarth            | 28 |
| 16          | S 1.1 |    |                        | Ilario Bandini        | Bandini           | 27 |
| 17          | S 2.0 |    |                        | Witting da Prato      | Abarth 1000       |    |
| 18          | S 2.0 |    |                        | G. Pratibocca         | Alfa Romeo 1750   |    |
| Ausgefallen |       |    |                        |                       |                   |    |
| 19          | S 1.1 |    | Giorgio Tossi          | Giorgio Tossi         | Osca MT4 1100     |    |

### Nur in der Meldeliste
Zu diesem Rennen sind keine weiteren Meldungen bekannt.

### Klassensieger
| Klasse | Fahrer          | Fahrzeug          | Platzierung im Gesamtklassement |
| ------ | --------------- | ----------------- | ------------------------------- |
| S 2.0  | Maurizio Grana  | Porsche 904 GTS   | Rang 5                          |
| S 1.6  | Lorenzo Bandini | Ferrari Dino 166P | Gesamtsieg                      |
| S 1.1  | Massimo Natili  | Osca              | Rang 2                          |

### Renndaten
- Gemeldet: 19
- Gestartet: 19
- Gewertet: 18
- Rennklassen: 3
- Zuschauer: unbekannt
- Wetter am Renntag: unbekannt
- Streckenlänge: 3,200 km
- Fahrzeit des Siegerteams: 0:53:42,100 Stunden
- Gesamtrunden des Siegerteams: 35
- Gesamtdistanz des Siegerteams: 112,000 km
- Siegerschnitt: 125,135 km/h
- Pole Position: unbekannt
- Schnellste Rennrunde: Lorenzo Bandini – Ferrari Dino 166P (#72) – 1:30.600 – 127,433 km/h
- Rennserie: zählte zu keiner Rennserie